# Penas (Monterroso)
Penas (llamada oficialmente San Miguel de Penas) es una parroquia española del municipio de Monterroso, en la provincia de Lugo, Galicia.

## Organización territorial
La parroquia está formada por siete entidades de población, constando seis de ellas en el nomenclátor del Instituto Nacional de Estadística español:

### Entidades de población
Entidades de población que forman parte de la parroquia:
- A Uceira
- Bacaloura (A Vacaloura) (Vacaloura)*
- Esteba
- San Miguel
- Toxide
- Vilar (O Vilar)

### Despoblado
Despoblado que forma parte de la parroquia:
- Ludeiro

## Demografía
| Gráfica de evolución demográfica de Penas entre 2000 y 2020 |
|                                                             |
| Datos según el nomenclátor publicado por el INE.            |